# Epacrophis reticulatus
Epacrophis reticulatus är en kräldjursart som beskrevs av  George Albert Boulenger 1906. Epacrophis reticulatus ingår i släktet Epacrophis och familjen äkta blindormar. Inga underarter finns listade i Catalogue of Life.